# Caryophyllia eltaninae
Espèce
Statut CITES
Caryophyllia eltaninae est une espèce de coraux appartenant à la famille des Caryophylliidae.